# 拉基塔河

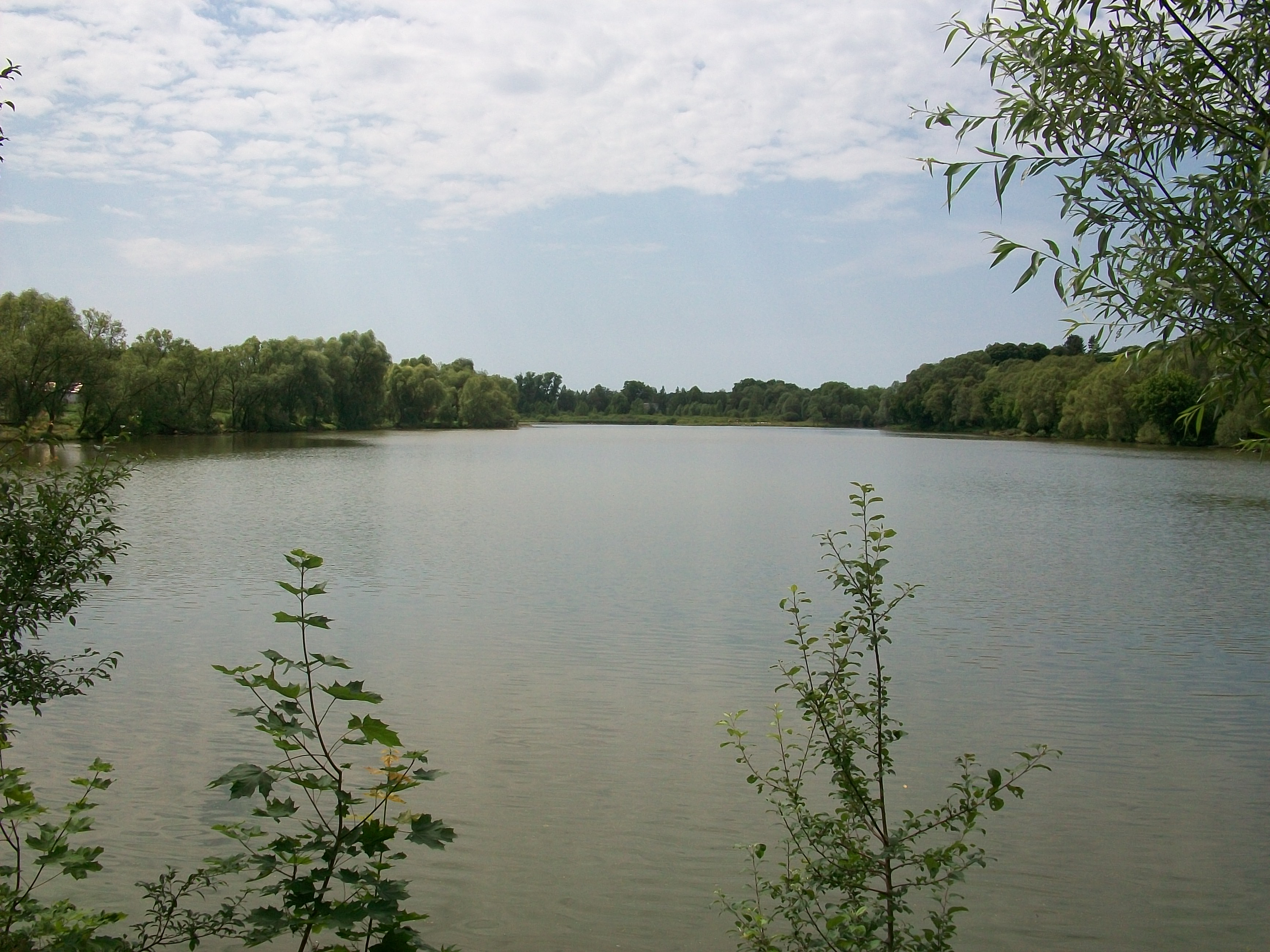

拉基塔河（烏克蘭語：Ракита），是烏克蘭東北部的河流，屬於埃斯曼河的右支流。該河發源自奧布洛日基西北面，流經蘇梅州的紹斯特卡區，河道全長19公里。